# Psilomorpha apicalis
Psilomorpha apicalis là một loài bọ cánh cứng trong họ Cerambycidae.